# BMP7
Proteína óssea morfogenética 7 (BMP7) ou proteína osteogênica-1 (PO-1) é uma proteína capaz de induzir a transformação de células mesenquimais em cartilagem e osso. É importante para regulação dos níveis de cálcio no sangue (calcemia) e para o desenvolvimento saudável de alguns ossos. Faz parte da superfamília Fator de transformação do crescimento (TGF-β). É inibida por noggin e de uma proteína semelhante, chordin, que são expressos na Spemann-Organizer Mangold. O gene BMP7, localizado no cromossomo 20 posição q13.31 é expressado no cérebro, rins e bexiga.
BMP7 induz a fosforilação de SMAD1 e SMAD5, que, por sua vez, induz transcrição de inúmeras genes osteogênicos. Demonstrou-se que o tratamento BMP7 é suficiente para induzir a todos os marcadores genéticos de diferenciação de osteoblastos, em muitos tipos de células.

## Papel do BMP7 no desenvolvimento de vertebrados
BMP7 foi descoberto ser fundamental na determinação da organização da espinha ventral-dorsal dos peixes-zebra. BMP7 provoca a expressão de fenótipos ventral enquanto que a sua inibição completa cria um fenótipo dorsal. Além disso, eventualmente BMP7 é parcialmente "desligado" no desenvolvimento embrionário, a fim de criar as partes dorsais do organismo.

## Proteína recombinante humana BMP-7 como uma droga
BMP7 cirúrgico é usado e comercializado sob a marca o nome de OP1. Ele pode ser usado para ajudar na fusão de corpos vertebrais para evitar trauma neurológico. Também pode ser usado no tratamento de tíbia não-unificada e nos casos em que um enxerto ósseo tenha falhado. O BMP7 também tem potencial para o tratamento de doença renal crônica obstrutiva. Curis, Inc., relatatório de 2002, BMP7 age nos rins.

## Patologias
Defeitos nesse gene podem causar espondilólise e obstrução ureteral.